# Batzul Ulziisaikhan
Batzul Ulziisaikhan (1º agosto 1994) è un lottatore mongolo, specializzato nella lotta libera. Vincitore di due medaglie d'argento continentali ai campionati asiatici
di Xi'An 2019 e Ulan Bator 2022 nel torneo dei 97 kg. Dal 2009 è allenato da Idersaikhan Batsaikhan.

## Palmarès
- Campionati asiatici

Xi'An 2019: argento nei 97 kg.
Ulan Bator 2022: argento nei 97 kg.